# جون لانكستر
جون لانكستر (بالإنجليزية: Jon Lancaster)‏ هو سائق سيارة سباق بريطاني، ولد في 10 ديسمبر 1988 في ليدز في المملكة المتحدة.

## وصلات خارجية
- الموقع الرسمي
- جون لانكستر على موقع DriverDB.com (الإنجليزية)